# 2005年ハンガリーグランプリ
2005年ハンガリーグランプリ(2005 Hungarian Grand Prix)は、2005年のF1世界選手権第12戦として、2005年7月31日にハンガロリンクで開催された。

## フリー走行
金曜日のフリー走行でミナルディはシャノック・ニッサニーを走らせた。彼は初めてF1公式セッションを走行するイスラエル人となった。

## 予選

### 結果
| 順位 | No | ドライバー                 | チーム                   | タイム   | 差     |
| ---- | -- | -------------------------- | ------------------------ | -------- | ------ |
| 1    | 1  | ミハエル・シューマッハ     | フェラーリ               | 1:19.882 | —      |
| 2    | 10 | ファン・パブロ・モントーヤ | マクラーレン・メルセデス | 1:20.779 | +0.897 |
| 3    | 16 | ヤルノ・トゥルーリ         | トヨタ                   | 1:20.839 | +0.957 |
| 4    | 9  | キミ・ライコネン           | マクラーレン・メルセデス | 1:20.891 | +1.009 |
| 5    | 17 | ラルフ・シューマッハ       | トヨタ                   | 1:20.964 | +1.082 |
| 6    | 5  | フェルナンド・アロンソ     | ルノー                   | 1:21.141 | +1.259 |
| 7    | 2  | ルーベンス・バリチェロ     | フェラーリ               | 1:21.158 | +1.276 |
| 8    | 3  | ジェンソン・バトン         | BAR・ホンダ              | 1:21.302 | +1.420 |
| 9    | 6  | ジャンカルロ・フィジケラ   | ルノー                   | 1:21.333 | +1.451 |
| 10   | 4  | 佐藤琢磨                   | BAR・ホンダ              | 1:21.787 | +1.905 |
| 11   | 15 | クリスチャン・クリエン     | レッドブル・コスワース   | 1:21.937 | +2.055 |
| 12   | 8  | ニック・ハイドフェルド     | ウィリアムズ・BMW        | 1:22.086 | +2.204 |
| 13   | 14 | デビッド・クルサード       | レッドブル・コスワース   | 1:22.279 | +2.397 |
| 14   | 12 | フェリペ・マッサ           | ザウバー・ペトロナス     | 1:22.565 | +2.683 |
| 15   | 11 | ジャック・ヴィルヌーヴ     | ザウバー・ペトロナス     | 1:22.866 | +2.984 |
| 16   | 7  | マーク・ウェバー           | ウィリアムズ・BMW        | 1:23.495 | +3.613 |
| 17   | 21 | クリスチャン・アルバース   | ミナルディ・コスワース   | 1:24.443 | +4.561 |
| 18   | 19 | ナレイン・カーティケヤン   | ジョーダン・トヨタ       | 1:25.057 | +5.175 |
| 19   | 20 | ロバート・ドーンボス       | ミナルディ・コスワース   | 1:25.484 | +5.602 |
| 20   | 18 | ティアゴ・モンテイロ       | ジョーダン・トヨタ       | No time  |        |

## 決勝

### 展開
ミハエル・シューマッハが今シーズン初のポールポジションからのスタート。シューマッハはスタートでトップをキープするが、オープニングラップで接触事故が発生。レッドブルのクリエンはマシンが横転するという派手な事故を起こす。ほかにも接触があり、アロンソがフロントウィングを脱落させ、それを踏んだクルサードもリタイヤしてしまう。幸いにもけが人はなかった。モンテイロもタイヤをパンクさせてしまい連続完走記録が絶たれるピンチに陥ったが、タイヤを交換し13位で完走した。
シューマッハはレースでは順位を落とし、ライコネンには抜かれたが、それでも2位でフィニッシュした。3位にはシューマッハの弟ラルフが入り、ラルフにとってはトヨタ加入後初、今シーズン初めての表彰台。昨年の日本GP以来となる兄弟表彰台となった。BARはバトンが5位に入り、8位の佐藤は今シーズン初入賞。イモラでのレースでは揃って失格になったため、BARは今シーズン初のW入賞となった。低迷を続けたウィリアムズの二人もBARにサンドイッチされる形でダブル入賞。
レースでは暑さのためかトラブルが発生するマシンも多かった。ミナルディのアルバースはトラブルが発生、マシンをピットに戻したがマシントラブルを修復しコースに復帰。ザウバー勢は2台そろってコイルが故障、ヴィルヌーヴはそれがもとでエンジンを壊し、マッサも7周遅れになってしまった。
ルノーはアロンソがオープニングラップの事故から順位を思うようにあげられず11位でフィニッシュ。フィジケラも終盤に小さなトラブルが発生、無得点に終わってしまった。一方のマクラーレンもライコネンは優勝したものの、モントーヤがリタイヤにおわり、コンストラクターズチャンピオンシップの争いはルノー優勢のまま、サマーブレイクに向かうことになった。

### 結果
| 順位 | No | ドライバー                 | チーム                   | 周回数 | タイム/リタイア  | グリッド | ポイント |
| ---- | -- | -------------------------- | ------------------------ | ------ | ---------------- | -------- | -------- |
| 1    | 9  | キミ・ライコネン           | マクラーレン・メルセデス | 70     | 1:37:25.552      | 4        | 10       |
| 2    | 1  | ミハエル・シューマッハ     | フェラーリ               | 70     | +35.581          | 1        | 8        |
| 3    | 17 | ラルフ・シューマッハ       | トヨタ                   | 70     | +36.129          | 5        | 6        |
| 4    | 16 | ヤルノ・トゥルーリ         | トヨタ                   | 70     | +54.221          | 3        | 5        |
| 5    | 3  | ジェンソン・バトン         | BAR・ホンダ              | 70     | +58.832          | 8        | 4        |
| 6    | 8  | ニック・ハイドフェルド     | ウィリアムズ・BMW        | 70     | +1:08.375        | 12       | 3        |
| 7    | 7  | マーク・ウェバー           | ウィリアムズ・BMW        | 69     | 1周遅れ          | 16       | 2        |
| 8    | 4  | 佐藤琢磨                   | BAR・ホンダ              | 69     | 1周遅れ          | 10       | 1        |
| 9    | 6  | ジャンカルロ・フィジケラ   | ルノー                   | 69     | 1周遅れ          | 9        |          |
| 10   | 2  | ルーベンス・バリチェロ     | フェラーリ               | 69     | 1周遅れ          | 7        |          |
| 11   | 5  | フェルナンド・アロンソ     | ルノー                   | 69     | 1周遅れ          | 6        |          |
| 12   | 19 | ナレイン・カーティケヤン   | ジョーダン・トヨタ       | 67     | 3周遅れ          | 18       |          |
| 13   | 18 | ティアゴ・モンテイロ       | ジョーダン・トヨタ       | 66     | 4周遅れ          | 20       |          |
| 14   | 12 | フェリペ・マッサ           | ザウバー・ペトロナス     | 63     | 7周遅れ          | 14       |          |
| NC   | 21 | クリスチャン・アルバース   | ミナルディ・コスワース   | 59     | 規定周回数不足   | 17       |          |
| Ret  | 11 | ジャック・ヴィルヌーヴ     | ザウバー・ペトロナス     | 56     | エンジン         | 15       |          |
| Ret  | 10 | ファン・パブロ・モントーヤ | マクラーレン・メルセデス | 41     | ドライブシャフト | 2        |          |
| Ret  | 20 | ロバート・ドーンボス       | ミナルディ・コスワース   | 26     | ハイドロリック   | 19       |          |
| Ret  | 14 | デビッド・クルサード       | レッドブル・コスワース   | 0      | クラッシュ       | 13       |          |
| Ret  | 15 | クリスチャン・クリエン     | レッドブル・コスワース   | 0      | クラッシュ       | 11       |          |

1. ↑  “ミナルディ、ハンガリーでニッサニーをサードドライバーに”.   F1 sokuho (2005年7月29日). 2024年4月22日閲覧。
2. ↑  チェッカーフラッグは受けたものの、周回数の90%を走行しておらず、リタイヤ扱い

| 前戦 2005年ドイツグランプリ         | FIA F1世界選手権 2005年シーズン | 次戦 2005年トルコグランプリ         |
| 前回開催 2004年ハンガリーグランプリ | ハンガリーグランプリ            | 次回開催 2006年ハンガリーグランプリ |